# منتخب ساحل العاج لاتحاد الرغبي
منتخب ساحل العاج الوطني لاتحاد الرغبي هو ممثل ساحل العاج الرسمي في المنافسات الدولية في اتحاد الرغبي. تأسس في 1990م.